# Ндука Одізор
Ндука Одізор (нар. 9 серпня 1958) — колишній нігерійський тенісист.
Найвищу одиночну позицію світового рейтингу — 52 місце досяг 11 червня 1984, парну — 20 місце — 27 серпня 1984 року.

## Фінали за кар'єру

### Одиночний розряд (1 перемога)
| Результат | W/L | Дата     | Турнір          | Покриття  | Суперник    | Рахунок       |
| --------- | --- | -------- | --------------- | --------- | ----------- | ------------- |
| Перемога  | 1–0 | Лис 1983 | Тайбей, Тайвань | Килим (i) | Скотт Девіс | 6–4, 3–6, 6–4 |

### Парний розряд (7–4)
| Результат | W/L | Дата     | Турнір                          | Покриття  | Партнер             | Суперники                     | Рахунок       |
| --------- | --- | -------- | ------------------------------- | --------- | ------------------- | ----------------------------- | ------------- |
| Перемога  | 1–0 | Бер 1983 | Монтеррей, Мексика              | Килим (i) | Девід Доулен        | Енді Ендрюс Джон Седрі        | 3–6, 6–3, 6–4 |
| Перемога  | 2–0 | Вер 1983 | Даллас, США                     | Тверде    | Вен Вінітскі        | Стів Дентон Шервуд Стюарт     | 6–3, 7–5      |
| Поразка   | 2–1 | Кві 1984 | Boca West, США                  | Тверде    | Девід Доулен        | Марк Едмондсон Шервуд Стюарт  | 6–4, 1–6, 4–6 |
| Поразка   | 2–2 | Кві 1984 | Х'юстон, США                    | Ґрунт     | Девід Доулен        | Пет Кеш Пол Макнамі           | 5–7, 6–4, 3–6 |
| Перемога  | 3–2 | Тра 1984 | Forest Hills WCT, США           | Ґрунт     | Девід Доулен        | Ерні Фернандес Девід Пейт     | 7–6, 7–5      |
| Перемога  | 4–2 | Жов 1984 | Токіо, Японія                   | Тверде    | Девід Доулен        | Марк Діксон Стів Мейстер      | 6–7, 6–4, 6–3 |
| Поразка   | 4–3 | Жов 1985 | Melbourne Indoor, Австралія     | Килим (i) | Девід Доулен        | Бред Дрюетт Метт Мітчелл      | 6–4, 6–7, 4–6 |
| Перемога  | 5–3 | Гру 1985 | Sydney International, Австралія | Трава     | Девід Доулен        | Бродерік Дайк Веллі Месур     | 6–4, 7–6      |
| Поразка   | 5–4 | Лют 1988 | Мец, Франція                    | Килим (i) | Рілл Бакстер        | Ярослав Навратіл Том Нейссен  | 2–6, 7–6, 6–7 |
| Перемога  | 6–4 | Січ 1990 | Аделаїда, Австралія             | Тверде    | Ендрю Кастл         | Александр Мронц Міхіл Схаперс | 7–6, 6–2      |
| Перемога  | 7–4 | Жов 1990 | Тель-Авів, Ізраїль              | Тверде    | Хрісто ван Ренсбург | Ронні Ботман Рікард Берг      | 6–3, 6–4      |